# Tratado de Valparaiso
O Tratado de Valparaíso foi um acordo entre o Chile e a Bolívia, que pôs fim à Guerra do Pacífico. Assinado em 4 de abril de 1884, o terceiro tratado de guerra forçou a Bolívia a ceder Antofagasta para o Chile.